# Związek Przyjaciół Panta Koina
Związek Przyjaciół Panta Koina (gr. Παντα Κοινα – Wszystko Wspólne) – organizacja utworzona pod koniec 1817 w Warszawie. 

## Opis
Była to tajna i nielegalna organizacja studencka o charakterze opozycyjnym. Prowadziła działalność literacką i propagowała samokształcenie.
Sposób zorganizowania i działalności zaczerpnęła od lóż wolnomularskich. Liczyła ok. 20 członków. Czołowymi działaczami organizacji byli: publicysta K.B. Hoffman, radca dworu cesarstwa rosyjskiego Wincenty Szamowski, ziemianin Jan Jordan, lekarz L. Mauersberger, lekarz L. Koehler i radca kolegialny Klemens Skwarski.
Związek Panta Koina nadal działał w Warszawie i Berlinie, podczas gdy wszystkie tajne stowarzyszenia były od 1817 roku surowo zabronione w obu państwach. W roku 1822 pruska policja dowiedziała się o działalności związku i dokonała aresztowań wśród jej berlińskich członków, którzy jednak w ostatniej chwili zdążyli jeszcze swoim przyjaciołom w Warszawie posłać ostrzeżenie o wszczętej nagance. Za sprawą Nikołaja Nowosilcowa także nastąpiły aresztowania w Warszawie. W dalszych z tego powodu doniesieniach ze strony Nowosilcowa do cesarza Rosji Aleksandra, malując w najczarniejszych barwach nową sprawę wykrytej Pantakoiny, wystawiał ją jako niebezpieczne w najwyższym stopniu przedsięwzięcie spiskowe, deklarację zaś jej członków piętnował jako zręczny podstęp zbrodniarzy przeciwko caratu. Podobnym sposobem potrafił nastraszyć i rozsrożyć w. ks. Konstantego. Tegoż samego dnia, trybem nagłym i wyjątkowo nielegalnym, przez „ustne polecenie” namiestnika (6 marca 1822), ustanowiona została nadzwyczajna „Komisja do uskutecznienia śledztwa względem odkrytego w Warszawie tajemnego związku pod tytułem Związek Przyjaciół” pod przewodnictwem generała Maurycego Hauke. 
Konkluzje raportu brzmiały uczciwie i jasno. Stwierdzał tu Hauke, że w będących do rozporządzenia Komisji śledczej aktach i zeznaniach nie ma żadnego dowodu, jakby związek Pantakoiny zmierzał do naruszenia spokoju i bezpieczeństwa publicznego, lub do naruszenia porządku istniejącego w Królestwie Polskim. Większość członków została zwolniona z aresztu po kilku dniach od wszczęcia śledztwa. Pomyślne zakończenie niniejszego śledztwa w sprawie organizacji było w znacznej mierze zasługą Haukego. 